# ДСО-ЗУНУ-Динамо
«ДСО-ЗУНУ-Динамо» — український волейбольний клуб із міста Тернопіль.

## Історія
2018 року за підтримки Олега Іващенка в Тернополі виник професійний волейбольний клуб «ДСО-ТНЕУ».
Сезон 2018—2019 «ДСО-ТНЕУ» розпочав у вищій лізі України, фінішувавши на 7 місці.
У сезоні 2019—2020 команду очолив Юрій Кравцов. «ДСО-ТНЕУ» пробивається до «Фіналу чотирьох». Фінальні ігри турніру відбулись у Тернополі, у спортивному комплексі ТНЕУ. Програвши першу гру 0:3 СК «Прибилів». Здобувши дві перемоги над «МХП-Вінниця» та львівською «Булавою», через гірші додаткові показники ДСО-ТНЕУ уже втратив шанси стати чемпіоном. Здобувши бронзові медалі вищої ліги, втратили шанси зіграти перехідних матчах за путівку в Суперлігу. Організатори змагань також визначили кращих гравців чемпіонату, серед яких — двоє гравців ДСО-ТНЕУ: Богдан Мазенко — кращий центральний блокуючий, а Володимир Мірчев — кращий догравальник.
За результатами сезону 2020/2021 «Фіналі чотирьох», де зійшлися приблизно рівні за потенціалами суперники, тернопільська команда ДСО-ЗУНУ-Динамо стала володаркою бронзових медалей Вищої ліги.
Після шести зіграних ігор у тернопільських волейболістів три перемоги та три поразки.
Організатори змагань також визначили кращих гравців чемпіонату, серед яких — гравці ДСО-ЗУНУ-Динамо: Тарас Олексюк — кращий діагональний нападник, а Андрій Куницький — кращий догравальник.
У сезоні 2022—2023 «ДСО-ЗУНУ-Динамо» дебютує в Суперлізі України. В матчі за 5-8 місце «ДСО-ЗУНУ» грає з «Решетилівкою» здобуває перемогу 3:1, в двох інших матчах поступається «МХП-Вінниця» та «Барком-Збірна України U-18», фінішує на 7 місці в Суперлізі.

## Склад

### Гравці
Сезон 2024/2025 
| №  | Ім'я, прізвище      | Дата народження | Позиція               |
| -- | ------------------- | --------------- | --------------------- |
| 5  | Ілля Глабай         | 02.08.1997      | Діагональний          |
| 6  | Артемій Корнєєв     | 15.05.1995      | Центральний блокуючий |
| 7  | Денис Губенко       | 02.01.2002      | Догравальник          |
| 8  | Анастасій Остроумов | 06.03.1985      | Зв'язуючий            |
| 9  | Андрій Пасажін      | 15.03.1996      | Зв'язуючий            |
| 10 | Данило Дідух        | 24.09.2003      | Догравальник          |
| 11 | Олександр Терещук   | 23.11.1988      | Центральний блокуючий |
| 12 | Роман Гапенюк       | 10.05.2003      | Центральний блокуючий |
| 13 | Андрій Горбенко     | 10.02.1991      | Діагональний          |
| 14 | Володимир Макатуха  | 23.06.2001      | ліберо                |
| 16 | Артем Рязанов       | 24.08.2007      | Центральний блокуючий |
| 17 | Артем Карвацький    | 08.01.2005      | Зв'язуючий            |
| 18 | Анатолій Баран      | 05.01.2004      | Догравальник          |
| 20 | Назар Мамчур        | 21.04.2004      | Ліберо                |

## Усі сезони
| Сезон   | Ліга      | Місце | Кубок            | Суперкубок | Єврокубки |
| ------- | --------- | ----- | ---------------- | ---------- | --------- |
| 2018/19 | Вища ліга | 7     |                  |            |           |
| 2019/20 | Вища ліга | 3     |                  |            |           |
| 2020/21 | Вища ліга | 3     | Попередній раунд |            |           |
| 2021/22 | Вища ліга | 3     |                  |            |           |
| 2022/23 | Суперліга | 7     | Чвертьфінал      |            |           |
| 2023/24 | Суперліга | 6     | Чвертьфінал      |            |           |

## Досягнення
Чемпіонат України
- Бронзовий призер Вищої Ліги України (3): 2019-2020, 2020-2021, 2021-2022.

## Колишні гравці та тренири

### Гравці
- Богдан Мазенко
- Віктор Туркула
- Володимир Мірчев

### Тренири
- Михайло Туркула (2018-2019)
- Юрій Кравцов (2019-2024)
- Володимир Мірчев В.О (2024[9])
- Юрій Паласюк (2024[10]-)